# St. Markus (Lauenau)

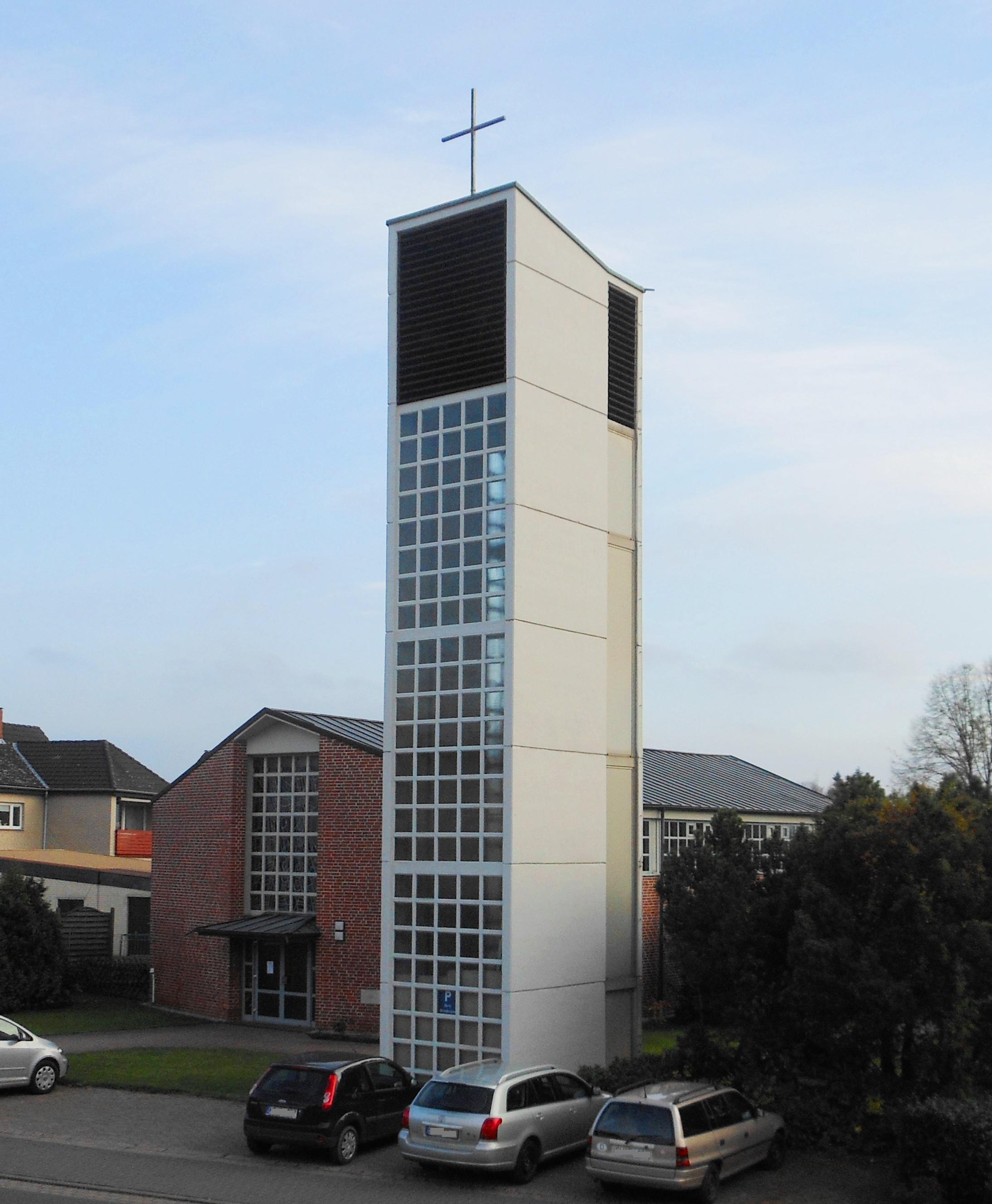
St. Markus

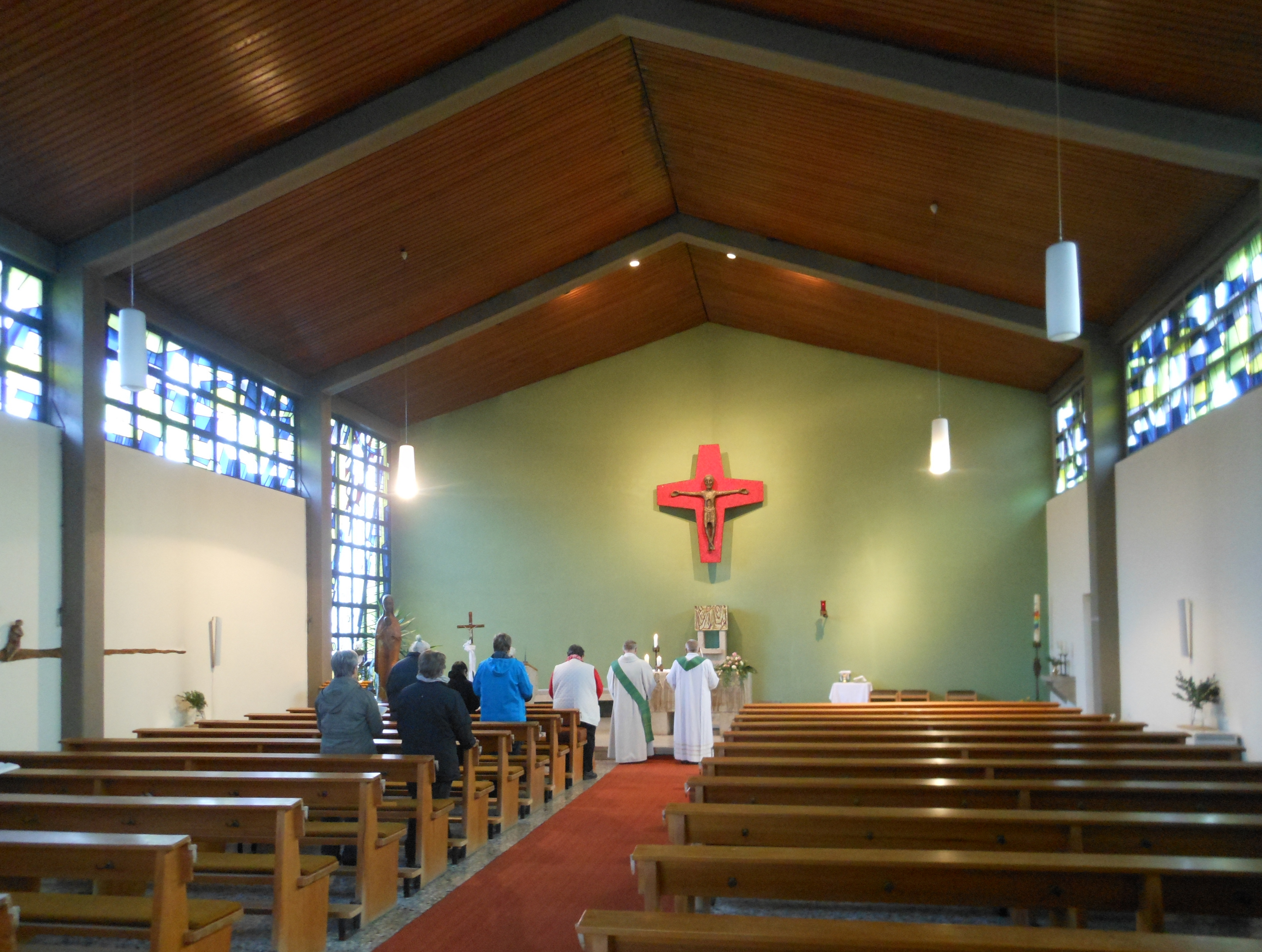
Werktagsmesse in der Kirche

Sankt Markus ist die römisch-katholische Kirche in Lauenau, einem Flecken im Landkreis Schaumburg in Niedersachsen. Die 1961/62 erbaute Saalkirche gehört als Filialkirche zur Pfarrei Maria vom heiligen Rosenkranz in Bad Nenndorf, im Dekanat Weserbergland des Bistums Hildesheim.

## Geschichte
Durch die Flucht und Vertreibung Deutscher aus Mittel- und Osteuropa als Folge des Zweiten Weltkriegs wuchs die Zahl der Katholiken in Lauenau, das durch Reformation protestantisch geprägt wurde, und seiner Umgebung im Laufe der 1950er Jahre auf 700 an. Zunächst gehörten die Katholiken in Lauenau zur Kuratiegemeinde Bad Münder, die bereits seit 1936 über eine Kirche verfügte.

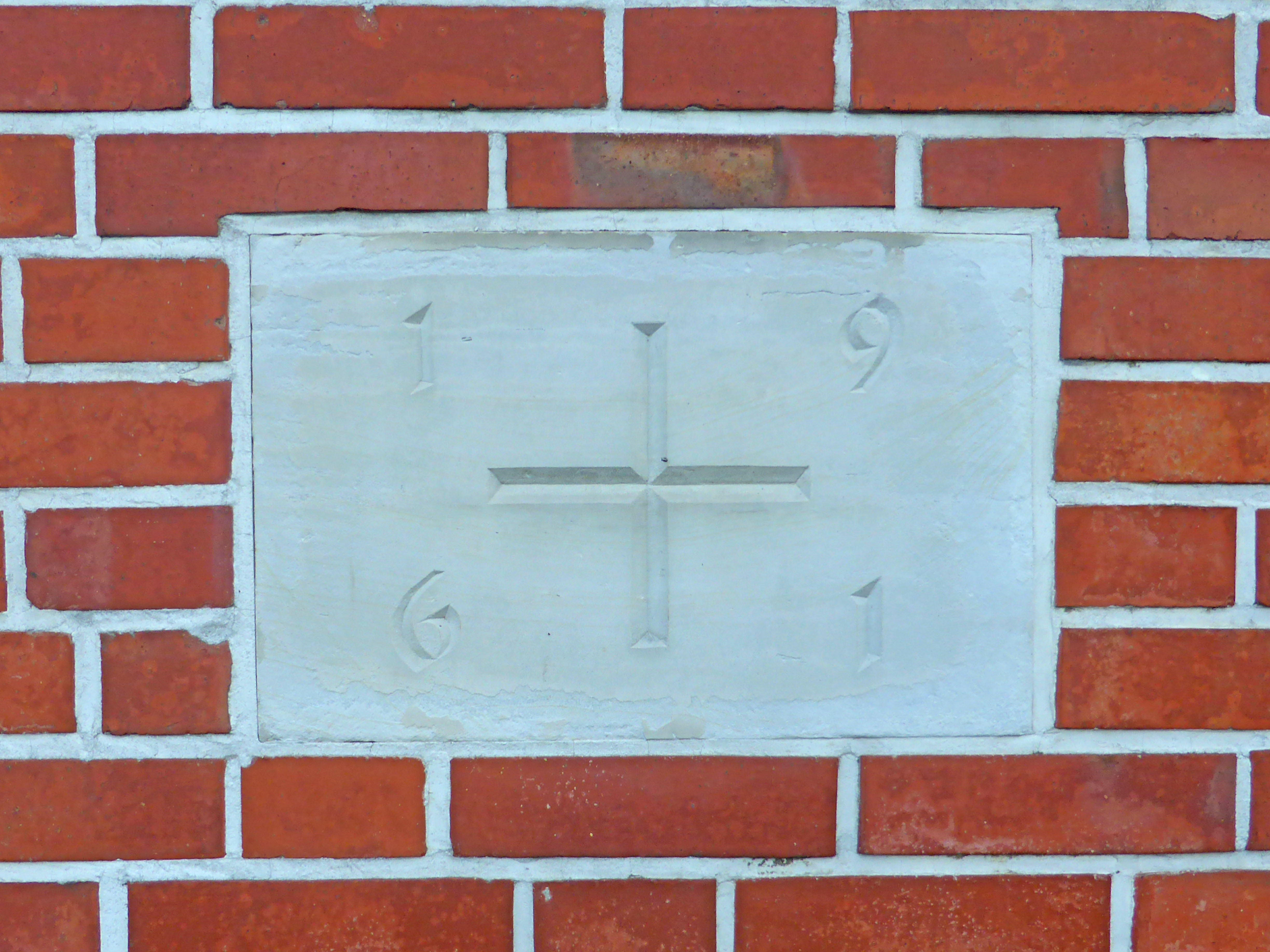
Grundstein

In Lauenau wurde 1959 ein Baugrundstück erworben, und am 10. Juni 1961 folgte die Grundsteinlegung für die St.-Markus-Kirche. Nach knapp zweijähriger Bauzeit wurde die Kirche am 4. Februar 1962 durch Bischof Heinrich Maria Janssen geweiht und erhielt das Patrozinium des Evangelisten Markus. Das Gotteshaus war eine Filialkirche der Kuratiegemeinde Rodenberg. 1977/78 wurde das Pfarrheim gebaut. Nach der künstlerischen Neugestaltung des Altarraums erfolgte 1981 die Altarweihe.
Ab dem Jahr 2000 bildeten die Pfarrgemeinden Rodenberg, zu der die St.-Markus-Kirche damals gehörte, und Bad Nenndorf eine Seelsorgeeinheit. Am 1. November 2006 wurde die Pfarrgemeinde Mariä Himmelfahrt in Rodenberg aufgelöst und der Bad Nenndorfer Pfarrei Maria vom heiligen Rosenkranz angeschlossen. 2008 wurde St. Markus vom Bistum Hildesheim in die Kategorie der „für die Seelsorge entbehrlichen“ Kirchen eingestuft. Ein Förderverein engagiert sich seitdem mit zahlreichen Aktivitäten für den Erhalt der Kirche. Am 1. September 2012 wurde die Dekanate Bückeburg, zu dem die St.-Markus-Kirche in Lauenau gehörte, und Hameln-Holzminden zum heutigen Dekanat Weserbergland vereinigt.

## Architektur
St. Markus steht auf dem Grundstück Im Scheunenfeld 16, sie entstand nach Plänen des Architekten Lippsmeier aus Paderborn. Das Gotteshaus ist eine Backstein-Saalkirche mit Betonträgern und innen offenem Satteldach. Die Kirche ist, bedingt durch Lage und Zuschnitt des Grundstücks, an der Nord-Süd-Achse ausgerichtet und nach Süden orientiert. Sie wird durch ein Portal an der Nordseite erschlossen. Der viergeschossige, rechteckige, kreuzbekrönte Glockenturm aus Beton steht frei an der Nordwestseite. Seine großen Quadratgitterfenster korrespondieren mit den Fensterflächen des Kirchenschiffs. An die Südwestecke des Kirchenschiffs schließt sich das Pfarrheim an.

## Ausstattung
Die gesamte künstlerische Ausstattung der Kirche stammt von dem ab 1947 in Lauenau ansässigen Künstler Josef Hauke (1920–2009). Er schuf 1961 das Altarwand-Kreuz aus Beton und italienischem Mosaikglas mit dem Christus-Corpus aus Bronze, die Marienstatue aus Mooreiche und die Bildmotive der Buntglasfenster sowie 1981 den neuen Altar und Ambo aus römischem Travertin. Neben der Marienstatue können Opferkerzen aufgestellt werden. Am Ambo sowie im Buntglasfenster über dem Eingangsportal ist der Heilige Geist in Form einer Taube darstellt, die Vorderseite des Altares zeigt die wundersame Brotvermehrung. 1987 entstand als Geschenk des Künstlers an seine Heimatkirche der expressive Kreuzweg aus Stein und Polyester, dessen 14 Stationen einen zusammenhängenden Weg bilden. Einen ähnlichen Kreuzweg schuf Hauke für die Kirche Unbefleckte Empfängnis Mariä (Velpke).